# 扎伊努尔·阿贝丁

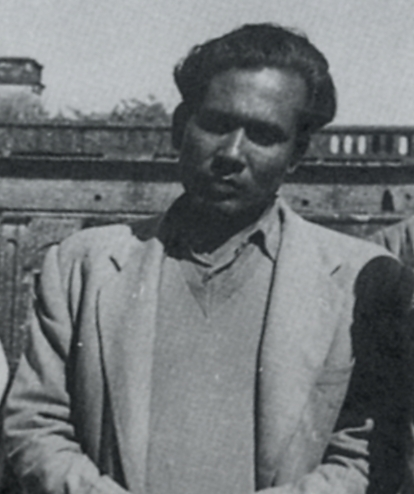
扎伊努尔·阿贝丁

扎伊努尔·阿贝丁 (1914年12月29日 - 1976年5月28日) 是一位孟加拉国画家。1943年孟加拉饥荒期間，他創作了以饑荒為主題的畫作。印巴分治后，他在东巴基斯坦定居。1948年，達卡大學下轄的工艺美术学院在扎伊努尔·阿贝丁的協助下成立。
2024年9月，阿贝丁的画作在伦敦蘇富比举办的拍卖会上以692,048美元的价格成交。 这是有史以來成交價格最高的孟加拉国艺术品。 